# Versicherungsverhältnis
Das Versicherungsverhältnis ist im Versicherungswesen ein Rechtsbegriff, der das Rechtsverhältnis und die Geschäftsbeziehung zwischen zwei oder mehr Vertragsparteien mit dem Ziel des Versicherungsschutzes beschreibt.

## Allgemeines
Das Versicherungsverhältnis regelt nicht nur die Rechtsgrundlage zwischen Versicherungsunternehmen, Versicherungsnehmer und versicherten Personen, sondern umfasst auch die wirtschaftliche Beziehung zwischen den Vertragsparteien. Die Gleichsetzung von Versicherungsvertrag und Versicherungsverhältnis ist nicht empfehlenswert, denn es gibt Versicherungsverhältnisse, die unmittelbar kraft Gesetzes entstehen (Pflichtversicherung; § 113 Abs. 1 VVG) und denen deshalb kein Versicherungsvertrag zugrunde liegt.
Ein Versicherungsverhältnis kann nämlich durch Vertrag, Gesetz oder seltener auch durch Gerichtsentscheidung entstehen. Ein Vertrag, der ein Versicherungsverhältnis begründet, wird als Versicherungsvertrag bezeichnet, selbst wenn er noch andere Regelungen trifft. Ein Versicherungsvertrag kann auch mehrere Versicherungsverhältnisse begründen oder in seltenen Fällen kann ein Versicherungsverhältnis auch durch mehrere Verträge zusammen begründet werden. Ein Versicherungsverhältnis kann auch unmittelbar durch Gesetz begründet werden, insbesondere in der Sozialversicherung, ohne dass ein Versicherungsvertrag zwischen den Parteien abgeschlossen wird. Diese Versicherungsverhältnisse entstehen bereits durch das Gesetz unter bestimmten Voraussetzungen, ohne dass eine der Parteien hierzu irgendeine Initiative ergreifen muss. Hierunter fallen Pflichtversicherungen wie die Kfz-Haftpflichtversicherung, die aufgrund Gesetzes (etwa § 1 PflVG) bei Vorliegen bestimmter Voraussetzungen abgeschlossen werden müssen, wobei lediglich die Wahl des Versicherers frei ist. Ein Versicherungsverhältnis entsteht zudem durch Gerichtsentscheidung meist in Fällen der gesetzlichen Haftpflicht, wenn dem Geschädigten vom Schädiger oder seinem Versicherer eine Leibrente zu zahlen ist.

## Rechtsfragen
Das Versicherungsteuergesetz (VersStG) differenziert deutlich zwischen Versicherungsvertrag und Versicherungsverhältnis: „Der Versicherungsteuer unterliegt die Zahlung des Versicherungsentgelts auf Grund eines durch Vertrag oder auf sonstige Weise entstandenen Versicherungsverhältnisses“ (§ 1 VersStG). Demnach entsteht ein Versicherungsverhältnis entweder durch Versicherungsvertrag oder auf sonstige Weise. Dabei schränkt der Bundesfinanzhof (BFH) das Versicherungsverhältnis auf das Rechtsverhältnis zwischen Versicherer und Versicherungsnehmer ein.
Erfüllt der Versicherungsnehmer seine Rechtspflichten und Obliegenheiten, spricht man von einem „gesunden Versicherungsverhältnis“. Dagegen liegt ein „krankes Versicherungsverhältnis“ vor, wenn das Versicherungsunternehmen aufgrund gesetzlicher (etwa Zahlungsverzug gemäß §§ 37 VVG, § 38 VVG) oder vertraglicher (etwa Verletzung seiner Obliegenheiten wie der Anzeige der Gefahrerhöhung (§§ 23 Abs. 2 VVG, § 26 Abs. 2 VVG, § 57 Abs. 2 VVG)) Grundlagen ganz oder teilweise leistungsfrei wird. Ist der Versicherer von der Verpflichtung zur Leistung dem Versicherungsnehmer gegenüber ganz oder teilweise frei, so bleibt nach § 117 Abs. 1 VVG gleichwohl seine Verpflichtung in Ansehung des Dritten bei der Pflichtversicherung bestehen. Auch eine Fristversäumnis – etwa bei Zahlung der Versicherungsprämie – ist ein „notleidendes Versicherungsverhältnis“.
Im Fall der Beendigung des Versicherungsverhältnisses vor Ablauf der Versicherungsperiode steht dem Versicherer für diese Versicherungsperiode nur derjenige Teil der Versicherungsprämie zu, der dem Zeitraum entspricht, in dem Versicherungsschutz bestanden hat (§ 39 Abs. 1 VVG). Wird über das Vermögen des Versicherers das Insolvenzverfahren eröffnet, endet gemäß § 16 Abs. 1 VVG das Versicherungsverhältnis mit Ablauf eines Monats seit der Eröffnung; bis zu diesem Zeitpunkt bleibt es der Insolvenzmasse gegenüber wirksam.

## Mitgliedschaft und Versicherungsverhältnis
Die Mitgliedschaft in einem Versicherungsverein auf Gegenseitigkeit (VVaG) ist zwingend mit einem Versicherungsverhältnis verbunden, sie endet im Regelfall mit dem Ende des Versicherungsverhältnisses (§ 176 VAG). Das Versicherungsverhältnis ist der wesentlichste Teil der Mitgliedschaft in einem VVaG und umfasst die sich aus dem Versicherungsvertrag ergebenden Rechte und Pflichten. Eine Änderung der Satzung oder der Allgemeinen Versicherungsbedingungen berührt ein bestehendes Versicherungsverhältnis nur, wenn der Versicherte der Änderung ausdrücklich zustimmt. Dies gilt nicht für solche Bestimmungen, für die die Satzung ausdrücklich vorsieht, dass sie auch mit Wirkung für die bestehenden Versicherungsverhältnisse geändert werden können (§ 197 VAG). Während die Mitgliedschaft im VVaG auf Gesellschaftsrecht beruht, unterliegt das Versicherungsverhältnis dem Vertragsrecht.
Im Sozialversicherungsrecht können – müssen aber nicht – die Mitglieder auch ein Versicherungsverhältnis unterhalten, darüber hinaus können auch versicherte Personen, die nicht Mitglieder sind, ein Versicherungsverhältnis zur Sozialversicherung erhalten. Ein Versicherungsverhältnis entsteht in der Sozialversicherung kraft Gesetzes (§ 1 Abs. 1 SGB I).
- Die gemäß § 5 Abs. 1 Nr. 1 SGB V Krankenversicherungspflichtigen sind nach § 186 Abs. 1 SGB V Mitglieder der Krankenkasse und stehen zu ihr in einem Versicherungsverhältnis. Gemäß § 10 SGB V ist Mitglied der mit Arbeitsentgelt Beschäftigte, dessen Familienangehörige unterhalten zur Krankenversicherung ein Versicherungsverhältnis.
- In der Pflegeversicherung stehen die Arbeiter, Angestellte und zu ihrer Berufsausbildung gegen Arbeitsentgelt Beschäftigte gemäß § 20 Abs. 1 Nr. 1 SGB XI in einem Versicherungsverhältnis.
- In der gesetzlichen Unfallversicherung fallen Mitgliedschaft und Versicherungsverhältnis stets auseinander. Mitglieder sind hier die Unternehmer, versichert sind jedoch die Beschäftigten (§ 2 Abs. 1 Nr. 1 SGB VII).
- Mitglieder in der gesetzlichen Rentenversicherung sind nach § 1 Satz 1 Nr. 1 SGB VI gegen Arbeitsentgelt oder in der Berufsausbildung Beschäftigte.
- In der Arbeitslosenversicherung sind versicherungspflichtig die gegen Arbeitsentgelt oder in der Berufsausbildung Beschäftigten (§ 25 Abs. 1 SGB III).

Die Sozialversicherung versichert mithin in vielen Fällen mehr Personen im Rahmen eines Versicherungsverhältnisses als sie Mitglieder hat. Manche Mitglieder unterhalten kein Versicherungsverhältnis (Unfallversicherung), manche versicherten Personen sind keine Mitglieder (Krankenversicherung), aber unterliegen einem Versicherungsverhältnis.

## Wirtschaftliche Aspekte
Die Privatversicherung beruht auf dem Prinzip der Vertragsfreiheit, die es jedem Versicherungsnehmer erlaubt, zu überlegen, ob er einen Versicherungsschutz sucht und wenn ja, welcher Versicherer hierfür in Frage kommt. Die Sozialversicherung unterliegt dagegen dem Kontrahierungszwang mindestens auf der Seite des Versicherers, wobei auch der Inhalt des Versicherungsverhältnisses gesetzlich festgelegt sein kann (vgl. etwa § 32 Abs. 1 SGB I). Dieser Unterschied zeigt sich auch in der Rechtsform. Privatversicherungen sind als Aktiengesellschaft (AG), Europäische Gesellschaft (SE) oder VVaG organisiert, Träger der Sozialversicherung sind stets Körperschaften des öffentlichen Rechts (KöR).